# 牛挑灣教會
台灣基督長老教會牛挑灣教會位於嘉義縣朴子市牛挑灣地區170縣道朴子段，是台灣基督長老教會嘉義中會西區所轄的教會之一，是嘉義海線地區的開拓核心教會，共計設立四間子會，其中子會朴子教會在六腳鄉開拓古林教會，子會鹽水教會則在義竹鄉開義竹教會及過路教會。牛挑灣教會由甘為霖牧師開拓，母會為嘉義教會（今嘉義東門教會）。

## 歷史
牛挑灣教會為嘉義縣第一間教會，擁有超過百年歷史，為朴子、下半天、東後寮及鹽水等四間教會的母會；教會開拓時牛挑灣與南勢竹仍屬義竹。於1885年由吳菜、黃烏皮二人帶頭募捐建立，甘為霖牧師為首任宣教師。

## 歷任牧者
| 任別       | 姓名   | 上任日期  | 離任日期  | 備註                             |
| ---------- | ------ | --------- | --------- | -------------------------------- |
| 第一任牧師 | 甘為霖 | 1885年8月 |           | 本會創立後第一位派駐於本會傳道者 |
| 牧師       | 戴廣章 | 1990年7月 | 2011年6月 | 離任後任職於嘉義友愛教會         |
| 牧師       | 洪智信 |           |           | 現任                             |

## 子會

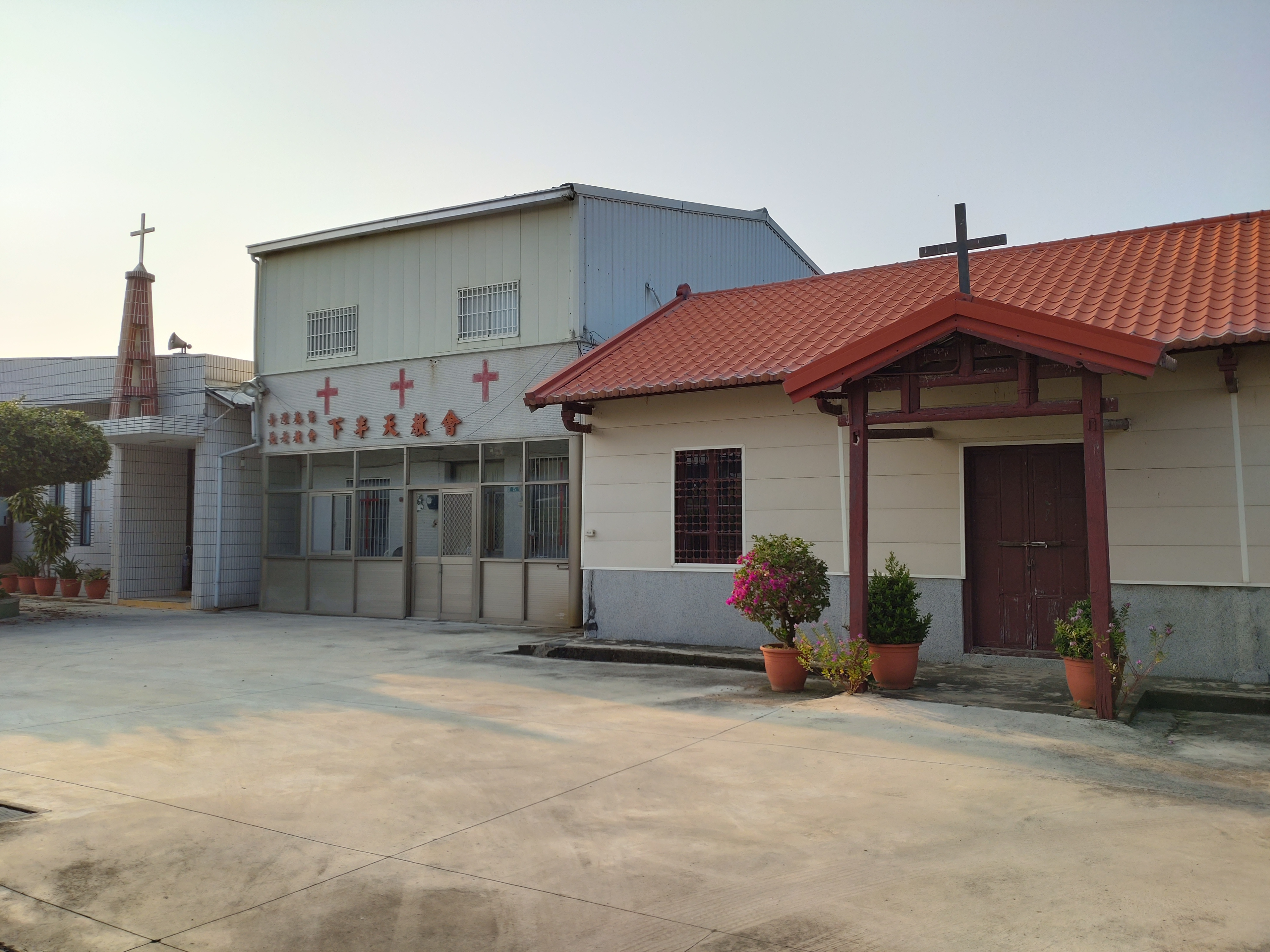
下半天教會

- 下半天教會(1889)
- 朴子教會(1899)
- 鹽水教會(1901)
- 東後寮教會(1917)[1]

## 交通
| 路線 | 業者     | 行先             | 停靠站   |
| ---- | -------- | ---------------- | -------- |
| 7213 | 嘉義客運 | 嘉義－樹林頭     | 東牛挑灣 |
| 棕4  | 新營客運 | 朴子轉運站－新營 | 東牛挑灣 |

## 圖輯

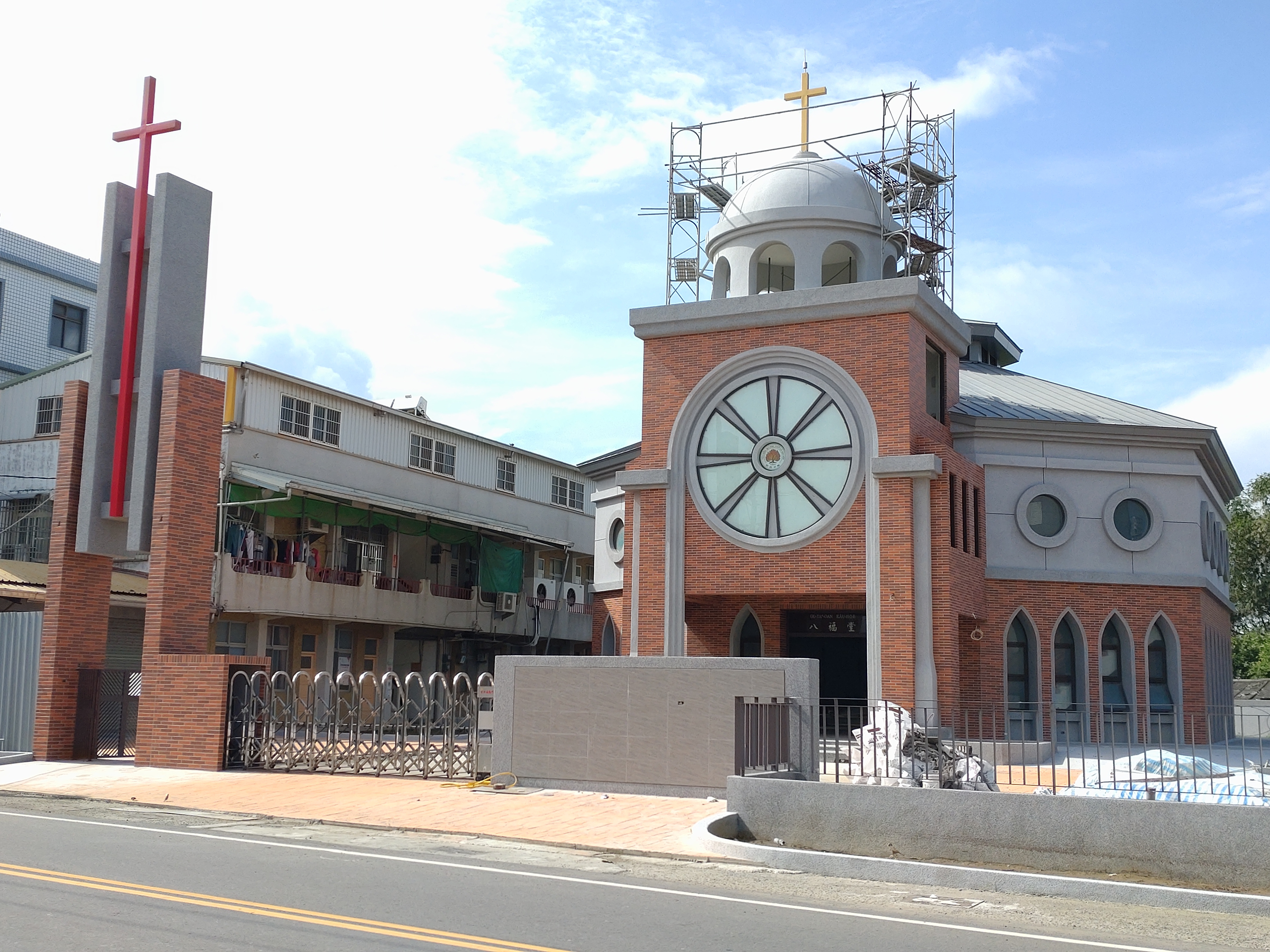
牛挑灣教會
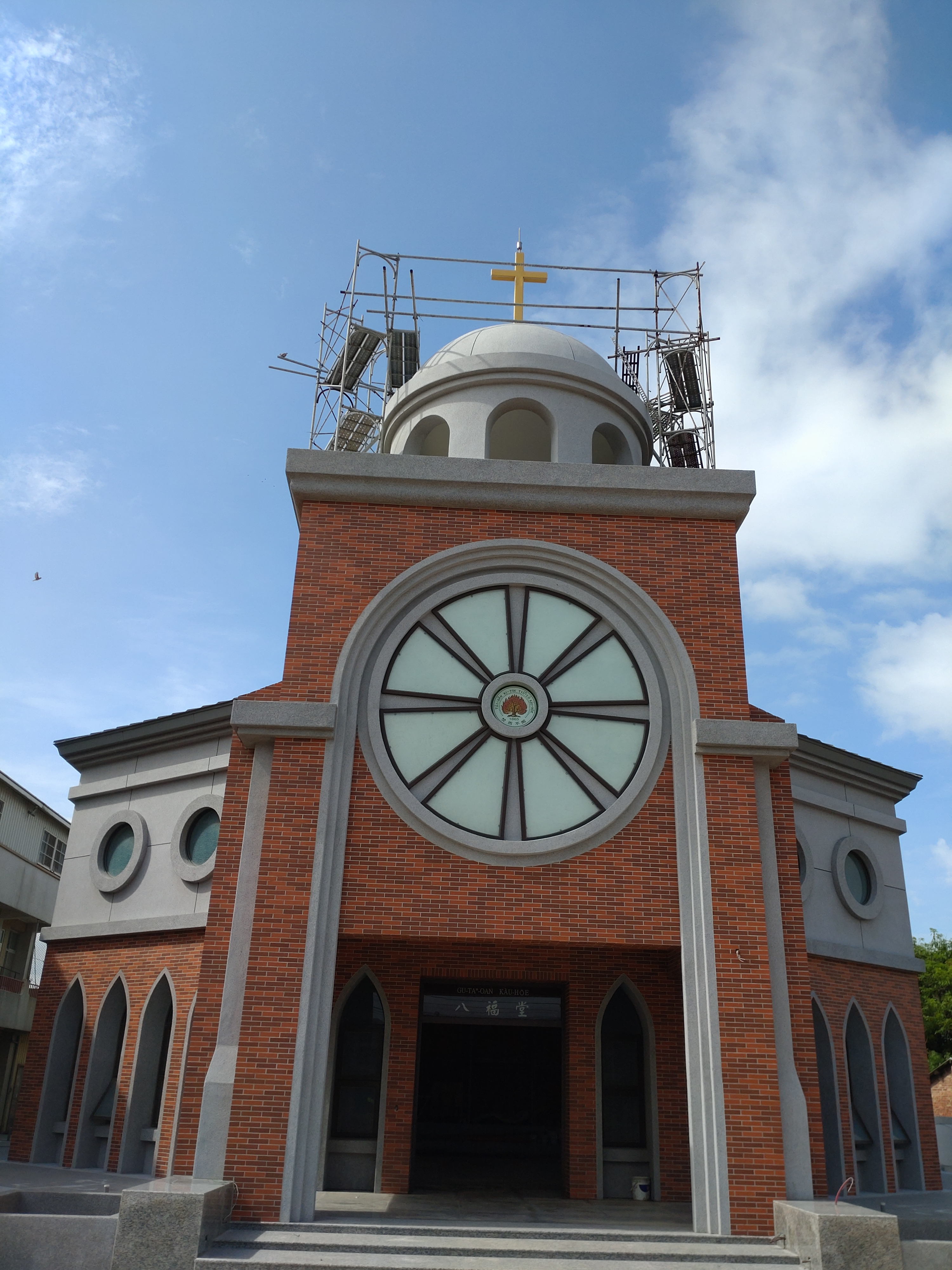
牛挑灣教會會堂
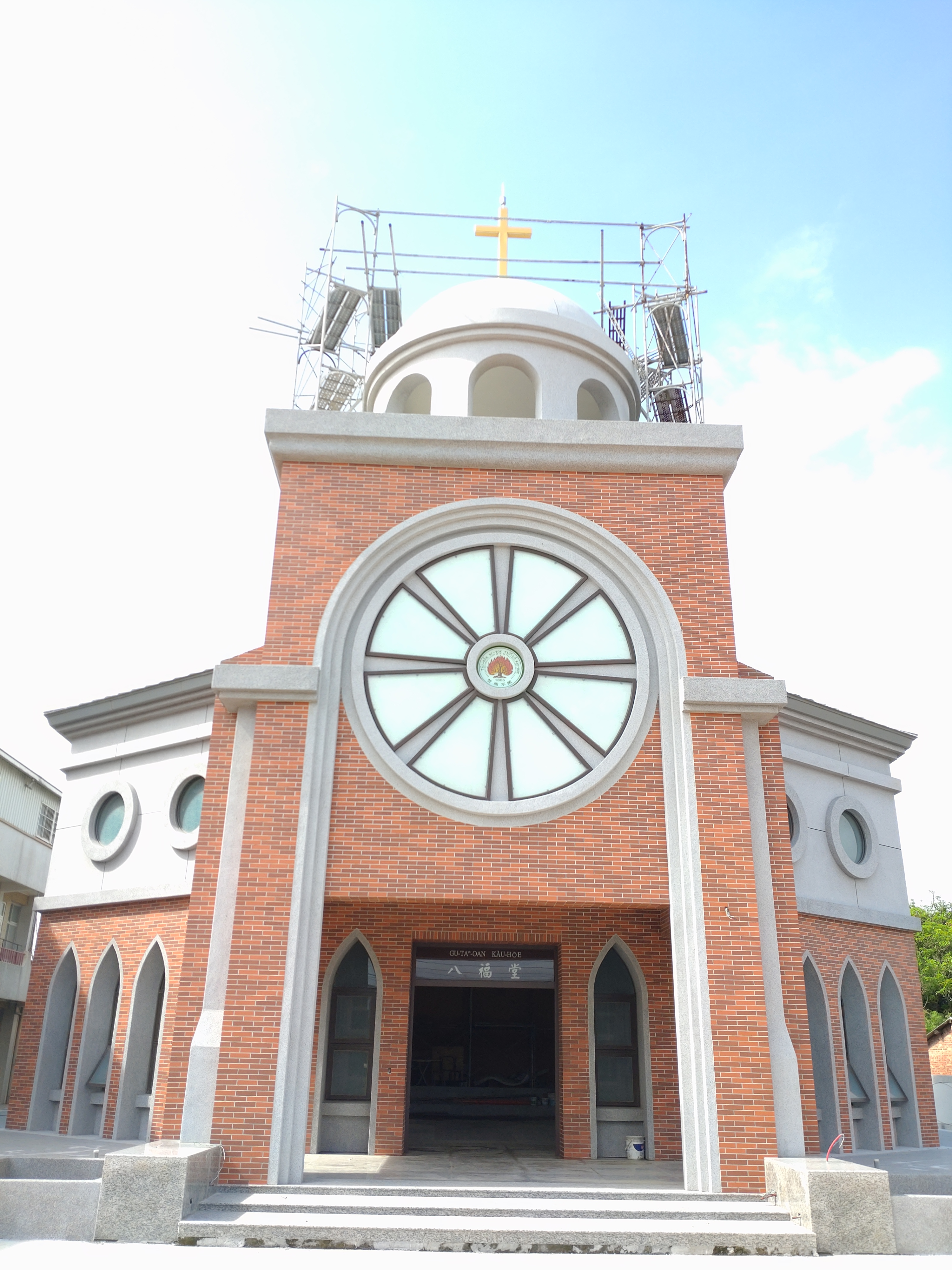
牛挑灣教會會堂
牛挑灣教會會堂（八福堂）名牌
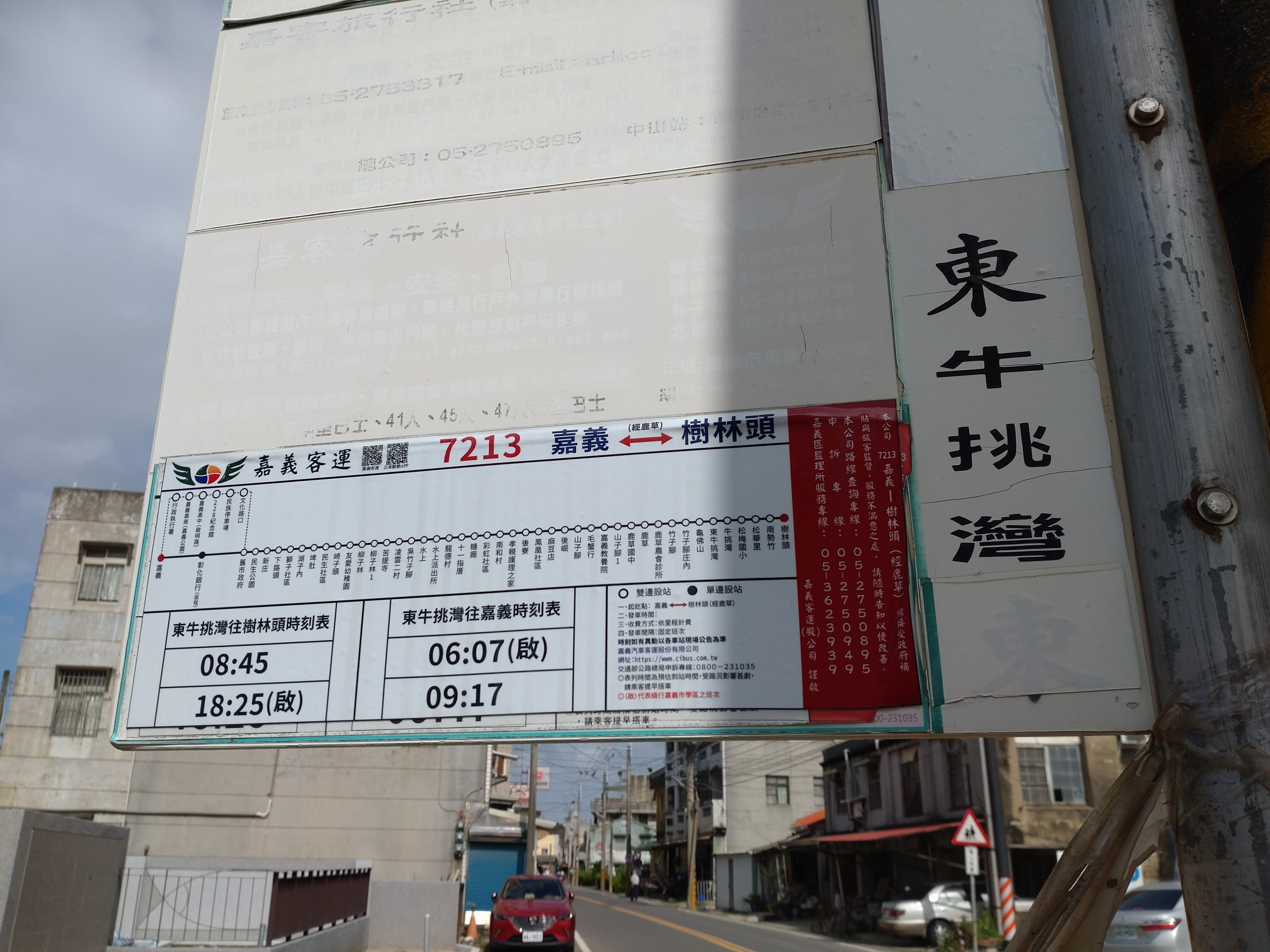
嘉義客運東牛挑灣站牌
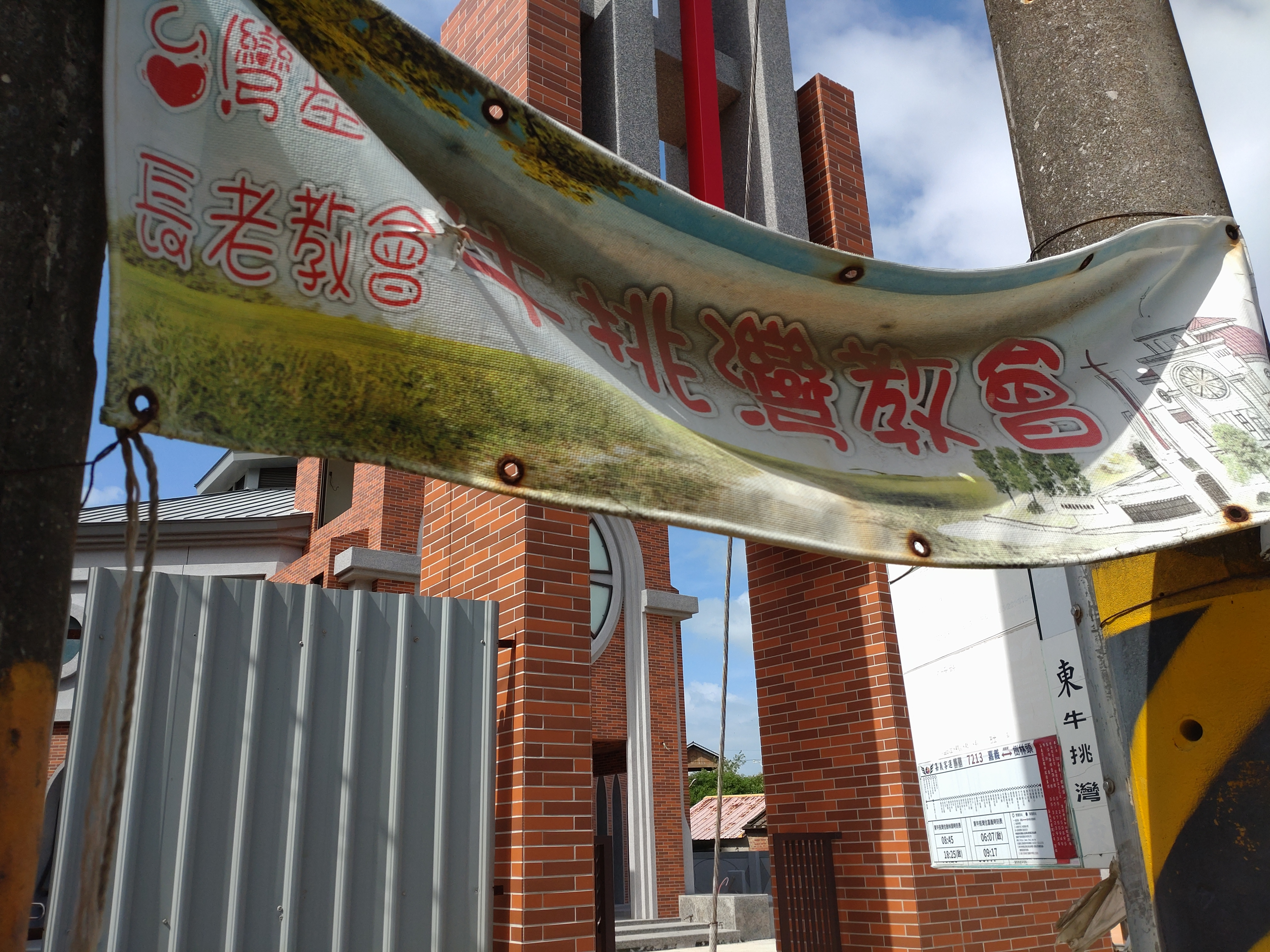
牛挑灣教會布旗與嘉義客運東牛挑灣站牌

## 周邊
- 全家朴子牛挑灣店
- 朴子市農會信用部
- 松梅派出所
- 牛挑灣埤生態園區
- 薌園生技股份有限公司嘉義廠

## 外部連結
- 牛挑灣教會 （页面存档备份，存于）

1. ↑  牛挑灣教會. . 臺灣: 嘉義縣政府. 2015-11-12 （中文（臺灣））. |journal=被忽略 (帮助)
2. ↑  .   [2021-09-05]. （原始内容存档于2021-09-05）.